# アーカンソー物語
『アーカンソー物語』（ - ものがたり、原題: Crisis at Central High）は、1981年に公開されたアメリカ合衆国のテレビ映画。本作に登場するエリザベス・ハッカビーの日記を基に作られた 。監督はラモント・ジョンソン。

## キャスト
- ジョアン・ウッドワード：エリザベス・ハッカビー
- チャールズ・ダーニング：ジェス・マシューズ
- ウィリアム・ラス：J.O.パウエル
- ヘンダーソン・フォーサイス：グレン・ハッカビー
- カルヴィン・レヴェルズ：エメスト・グリーン
- イルマ・P・ホール：ルル・リチャーズ
- レジーナ・テイラー